# Citroën AX
Der Citroën AX ist ein Kleinwagen-Modell des französischen Autoherstellers Citroën. Er wurde von Mitte 1986 bis Ende 1998 im Werk Aulnay-sous-Bois, nordöstlich von Paris, gebaut.

## Positionierung
Der AX trat die Nachfolge des Citroën Visa und des Citroën LN an und sollte somit die Lücke schließen, die sich in den 1980er Jahren zwischen dem Mittelklassemodell Citroën BX auf der einen Seite und dem inzwischen veralteten Citroën 2CV auf der anderen Seite geöffnet hatte.

## Entwicklung und Modellgeschichte
Oberstes Ziel bei der Entwicklung des AX war es, einen Kleinwagen mit größtmöglichem Innenraum und kleinstmöglichem Gewicht auf die Räder zu stellen. Als Vorbild dienten dabei Erkenntnisse des „ECO 2000“-Projekts, auf dessen Grundlage die Entwicklung der ersten Prototypen mit dem Namen S9 im Jahr 1981 begannen. An der Formgebung wirkte das Designstudio Bertone mit, das mehrere Entwürfe beisteuerte.
Die geringe Masse, die leichteste Version AX 10 E wog nur 640 kg, war auf den Einsatz leichter Materialien zurückzuführen, beispielsweise war die untere Hälfte der Heckklappe ein an die Heckscheibe geklebtes Kunststoffteil.
Wie bei anderen Citroëns war die Karosserie windschlüpfig. Der Luftwiderstandsbeiwert (cw) von 0,31 war 1986 für diese Fahrzeugklasse ungewöhnlich niedrig.
Durch den Einsatz von verzinkten Blechen, Kunststoffradhausschalen und Hohlraumversiegelung wurde eine hohe Rostbeständigkeit erreicht.
Der Citroën AX wurde im Frühjahr 1986 auf dem Pariser Autosalon vorgestellt. Ab September desselben Jahres wurde er in Frankreich verkauft, auf dem deutschen Markt führte PSA das Modell im März 1987 ein.
Der ersten Serie waren eine Vielzahl an Ablagen und Staumöglichkeiten im gesamten Innenraum zu eigen. Die Vordertüren der Dreitürer hatten Halter, in denen sogar die französischen 1,5-l-Mineralwasserflaschen Platz fanden.
Anfang 1988 wurde der bis dahin nur dreitürig lieferbare AX um eine fünftürige Variante ergänzt. Die Flaschenhalter wichen in dieser Version den Lautsprechern.
Im Motorsport wurden mit diesem Modell Erfolge erzielt, vor allem mit den leistungsstarken Versionen Sport und GTi.
Der AX wurde auch mit einem Dieselmotor angeboten. Diese Variante war jahrelang das sparsamste Großserienfahrzeug der Welt.

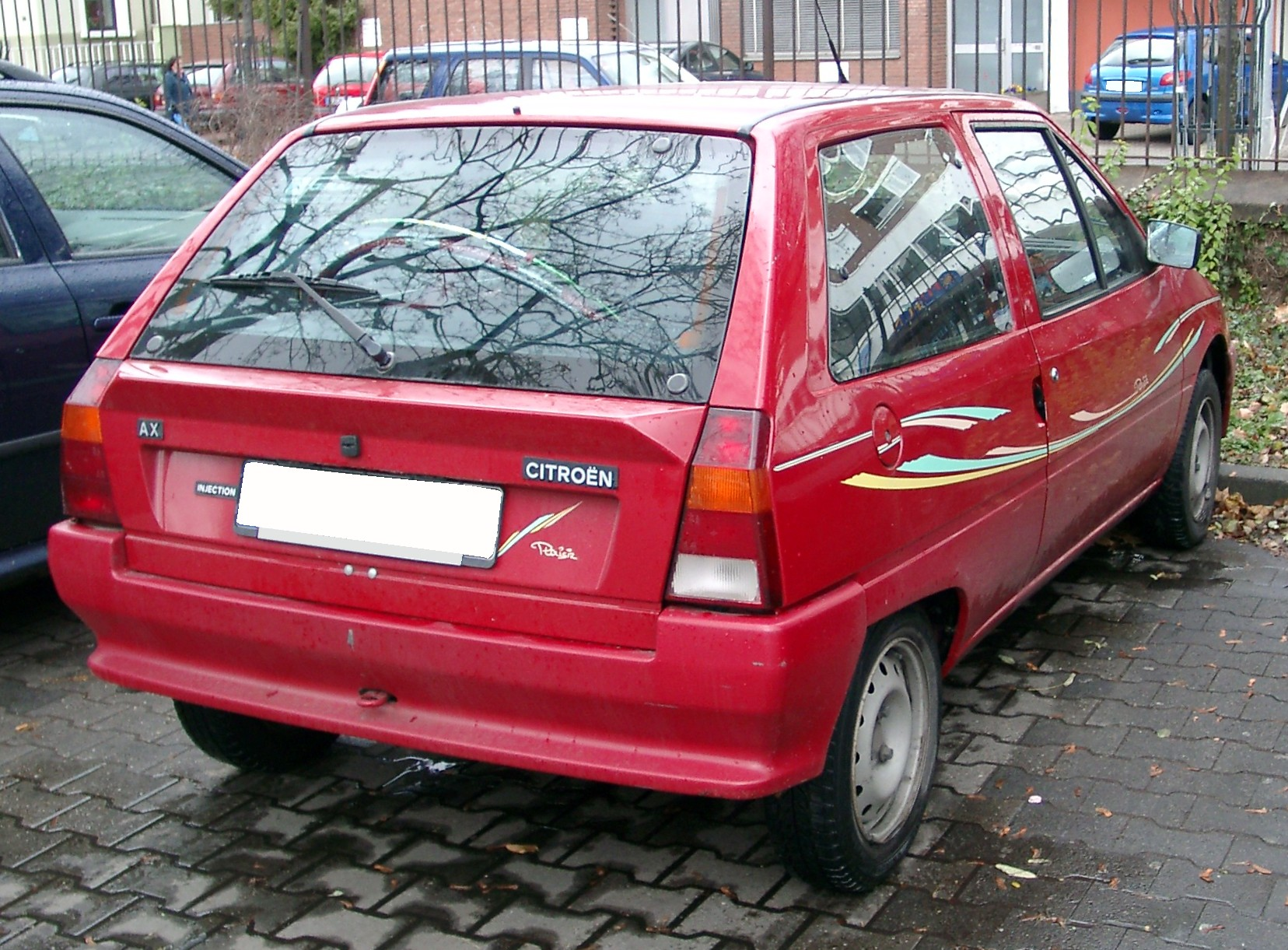
Heckansicht
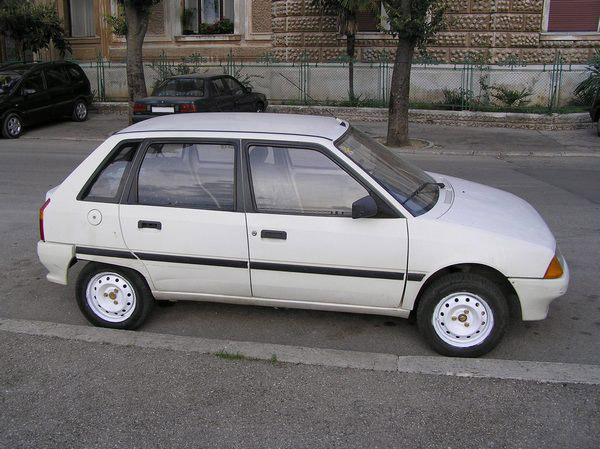
Citroën AX Fünftürer (1988–1991)
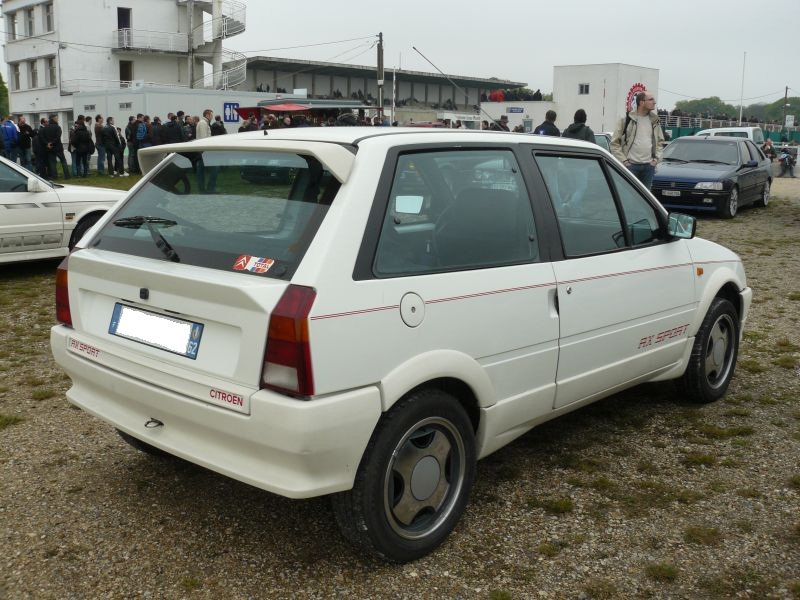
Citroën AX Sport (1987–1988)

### Modellpflege
Im Juli 1991 wurden am AX einige Modellpflegemaßnahmen vorgenommen. Die augenfälligsten Unterschiede außen waren weiße Blinkergläser vorne, eine geänderte Heckklappe und das nunmehr mittig auf der Motorhaube angebrachte Markenzeichen. Umfassender fielen die Änderungen im Innenraum aus. Das von vielen Kritikern als „zerklüftet“ bezeichnete Armaturenbrett wurde stark geglättet, einige der „Kleinkramablagen“ entfielen.
Bei dem 1,4 l Diesel des Jahrgangs 1992 wurde laut Verkaufsprospekt von Citroën ein Verbrauch bei 90 km/h von 3,2 Liter/100 km angegeben, allerdings mit speziellen Leichtlaufreifen von Michelin.
1994 stellte der AX Eco den Verbrauchsweltrekord von 2,7 l/100 km auf. Der Eco war ein modifizierter Versuchsträger auf Grundlage des Dieselmodells. Der nur 672 kg schwere Wagen erhielt dazu ein lang übersetztes Getriebe und Modifikationen an der Einspritzung. Außerdem wurden leichte Karosserieteile aus Kunststoff und strömungsgünstige Verkleidungen verwendet. Die Reifen hatten einen besonders niedrigen Rollwiderstand.
Im Dezember 1998 endete die Produktion in Frankreich, nachdem 2.424.808 Exemplare unterschiedlicher Varianten und Sondermodelle das Werk verlassen hatten.
Nachfolger ist der Citroën Saxo. In Malaysia wurde der AX noch bis zum Jahr 2000 in Lizenz als Proton Tiara für den asiatischen Markt produziert.

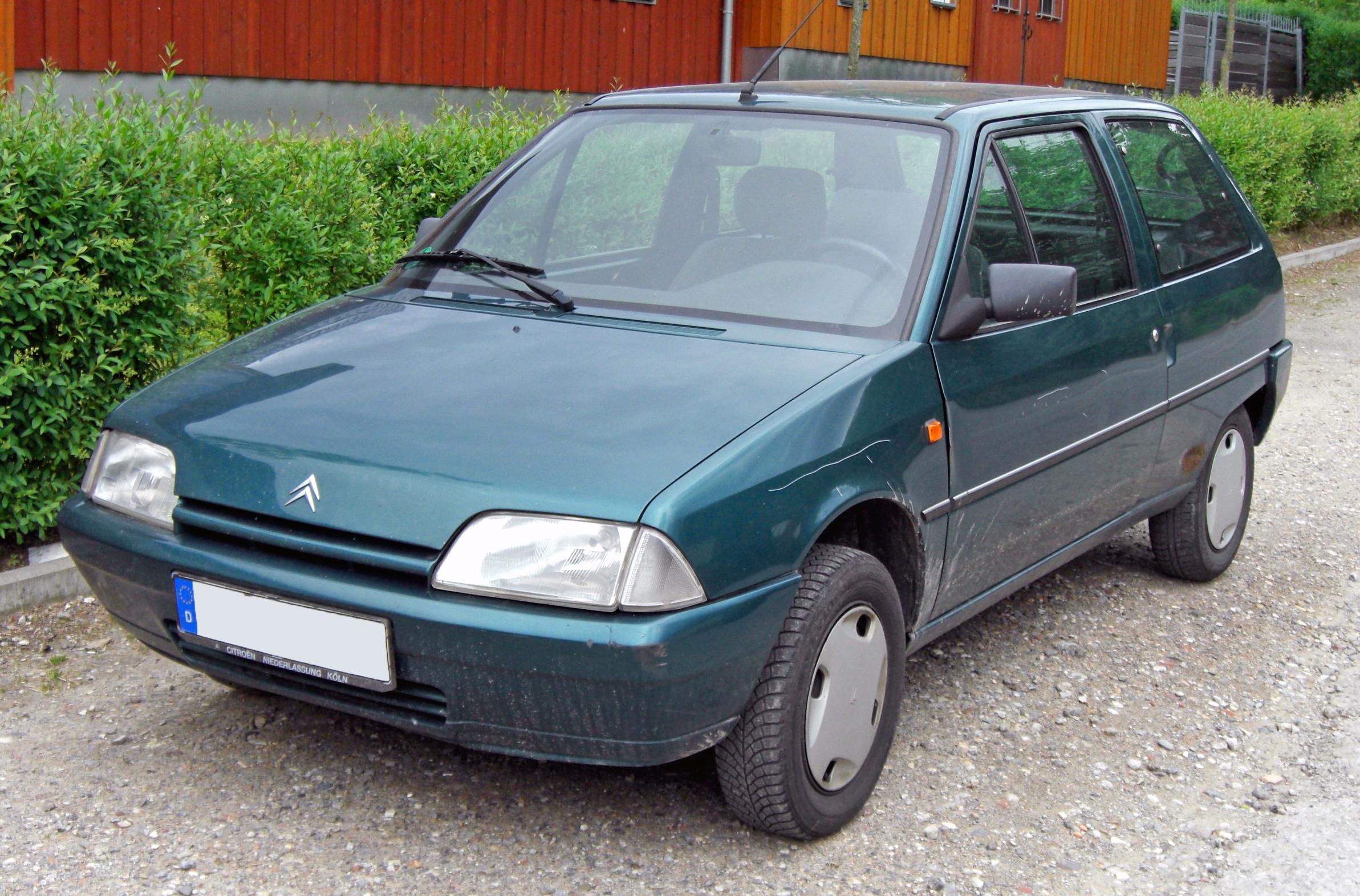
Citroën AX Dreitürer (1991–1998)
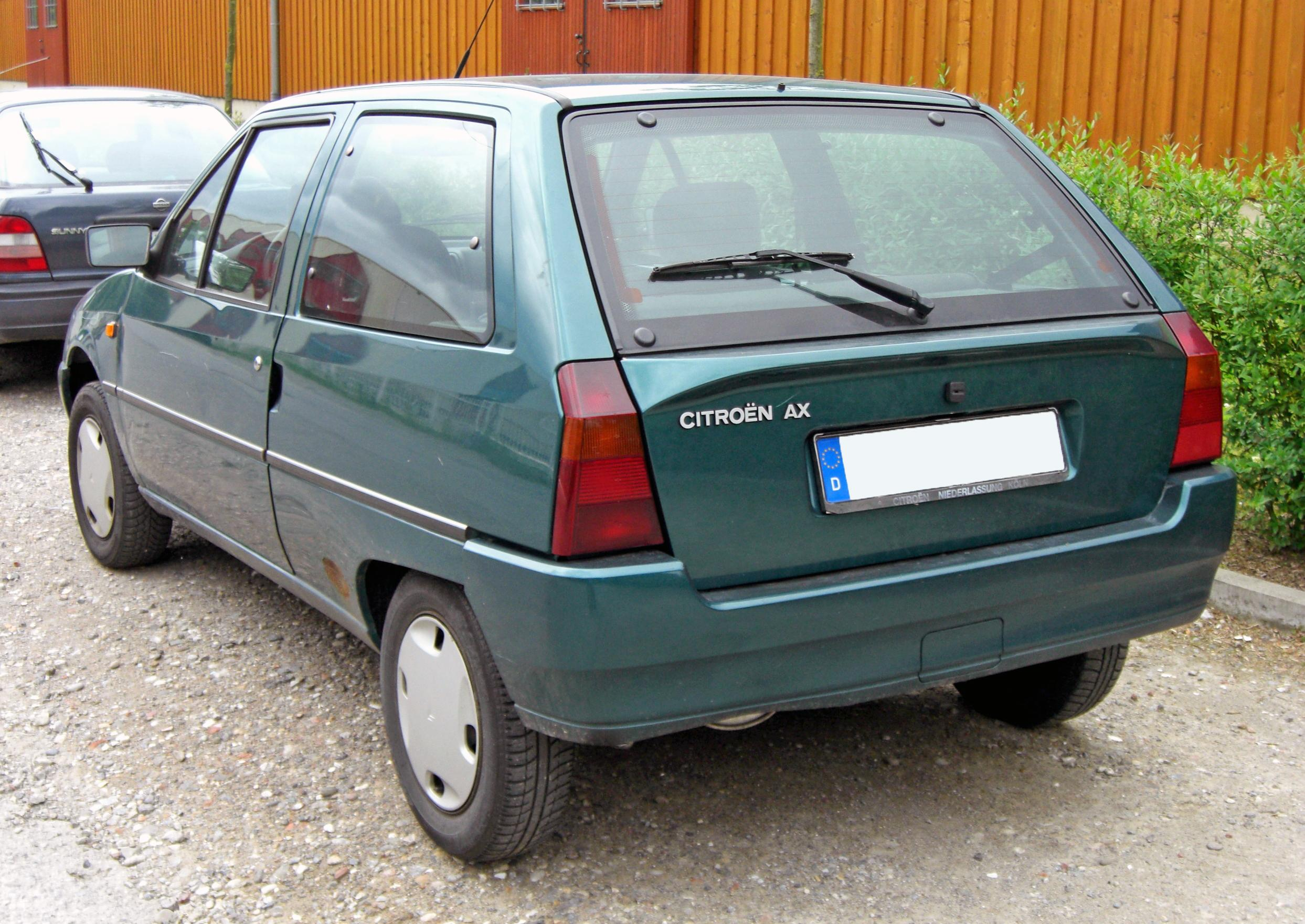
Heckansicht
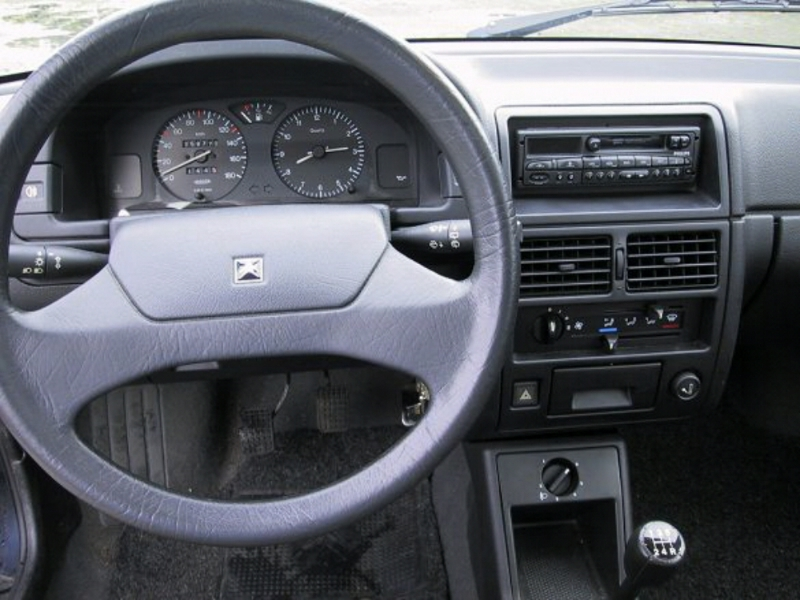
Cockpit

Der Motor vom Typ „TU“ war vom „X“-Motor abgeleitet, der im Peugeot 104 eingeführt und auch im 205 verwendet worden war. Er war nicht mehr so stark nach hinten geneigt wie der X, und das Getriebe lag daneben und nicht darunter. Das Fahrwerk war mit MacPherson-Federbeinen vorn und parallelen Schwingen und Drehstabfedern hinten versehen. Antriebsblock, Bodengruppe und Fahrwerk des Citroën AX finden sich auch im Peugeot 106 ab 1991.

## Motoren
Für den Citroën AX wurde eigens die neue Generation des PSA-TU-Motors eingeführt, die sich als sehr robust und wartungsfreundlich erwies. Der wassergekühlte Vierzylinder-Reihenmotor des AX ist quer eingebaut. Die Vergaser der Motoren der ersten Serien wurden später durch moderne Einspritzanlagen mit geregeltem Katalysator abgelöst.
| Liter | Hubraum cm³ | Motortyp    | Baujahr   | Vergaser             | Leistung                   | Drehmoment          |
| 1.0   | 954         | TU9 (C3A)   | ab 9/1986 | Solex 32 PBISA 16    | 33 kW (45 PS) bei 5200/min | 71 Nm bei 2800/min  |
| 1.1   | 1124        | TU1/K (H1B) | ab 9/1986 | Solex 32 PBISA 16    | 40 kW (54 PS) bei 5800/min | 89 Nm bei 3200/min  |
| 1.4   | 1360        | TU3 (K1B)   | ab 9/1986 | Weber 34 TLP 8       | 48 kW (65 PS) bei 5200/min | 109 Nm bei 3000/min |
| 1.4   | 1360        | TU3CP (K1F) | ab 7/1988 | Weber 34 TLP 14      | 51 kW (69 PS) bei 5400/min | 107 Nm bei 3200/min |
| 1.0   | 954         | TU9K (C1A)  | ab 7/1991 |                      | 33 kW (45 PS) bei 5200/min | 70 Nm bei 3200/min  |
| 1.1   | 1124        | TU1CP (HAZ) | ab 9/1987 | Solex 34 TBIA        | 40 kW (54 PS) bei 5800/min | 88 Nm bei 3200/min  |
| 1.4   | 1360        | TU3CP (KAY) | ab 5/1987 | Solex 34 TBIA        | 44 kW (60 PS) bei 6000/min |                     |
| 1.4   | 1360        | TU32K (K2D) | ab 7/1991 |                      | 55 kW (75 PS) bei 5800/min | 114 Nm bei 3800/min |
| 1.3   | 1294        | TU24        | ab 9/1986 | Solex-Doppelvergaser | 70 kW (95 PS) bei 6800/min | 113 Nm bei 5000/min |

| Liter  | Hubraum cm³ | Motortyp        | Baujahr    | Einspritzung                               | Leistung                    | Drehmoment          |
| 1.0    | 954         | TU9MZ (CDY)     | ab 7/1992  | Bosch Mono-Motronic                        | 33 kW (45 PS) bei 6000/min  | 74 Nm bei 3600/min  |
| 1.1    | 1124        | TU1M/2 (HDZ)    | ab 7/1989  | Bosch Mono-Jetronic                        | 44 kW (60 PS) bei 6200/min  | 88 Nm bei 3800/min  |
| 1.1    | 1124        | TU1MZ (HDZ)     | ab 7/1992  | Magneti-Marelli-Monopoint                  | 44 kW (60 PS) bei 6200/min  | 88 Nm bei 3800/min  |
| 1.4    | 1360        | TU3M (KDZ)      | ab 7/1988  | Bosch Mono-Jetronic                        | 55 kW (75 PS) bei 6200/min  | 109 Nm bei 4000/min |
| 1.4    | 1360        | TU3MZ (KDY)     | ab 7/1991  | Bosch Mono-Jetronic                        | 55 kW (75 PS) bei 6200/min  | 109 Nm bei 4000/min |
| 1.4    | 1360        | TU3MCZ (KDX)    | ab 1/1993  | Bosch Mono-Motronic                        | 55 kW (75 PS) bei 5800/min  | 111 Nm bei 3400/min |
| 1.4    | 1360        | TU3FJ2L (KFZ)   | ab 7/1991  | Bosch Motronic MP3.1                       | 69 kW (94 PS) bei 6600/min  | 117 Nm bei 4200/min |
| 1.4    | 1360        | TU3FJ2K (K6B)   | ab 7/1991  | Bosch Motronic MP3.1                       | 74 kW (101 PS) bei 6800/min | 120 Nm bei 4200/min |
| Diesel |             |                 |            |                                            |                             |                     |
| 1.4    | 1360        | TU3D (K9A)      | ab 2/1989  | Lucas-(Roto Diesel) und Bosch Einspritzung | 39 kW (53 PS) bei 5000/min  | 86 Nm bei 2500/min  |
| 1.4    | 1360        | TUD3/Y (K9Y)    | ab 3/1992  | Lucas-(Roto Diesel) Einspritzung           | 37 kW (50 PS) bei 5000/min  | 82 Nm bei 2500/min  |
| 1.5    | 1527        | TUD5/Y/L3 (VJY) | ab 10/1994 | Lucas-(Roto Diesel) Einspritzung           | 40 kW (54 PS) bei 5000/min  | 95 Nm bei 2250/min  |

## Modellentwicklung, Verbräuche und Gewichte
| Modell   | Hubraum cm³ | Leistung        | Getriebe | Türen | Gewicht | Verbrauch in l/100 km | Verbrauch in l/100 km | Verbrauch in l/100 km | Verbrauch in l/100 km |
| Modell   | Hubraum cm³ | Leistung        | Getriebe | Türen | Gewicht | bei 90 km/h           | bei 120 km/h          | städtisch             | gesamt                |
| AX 10    | 954         | 32,5 kW (44 PS) | 4-Gang   | 3     | 640 kg  | 3,9                   | 5,6                   | 5,6                   | 5,0                   |
| AX 11    | 1124        | 40 kW (54 PS)   | 4-Gang   | 3     | 645 kg  | 3,9                   | 5,6                   | 5,7                   | 5,0                   |
| AX 14    | 1360        | 47 kW (64 PS)   | 5-Gang   | 3     | 695 kg  | 4,2                   | 6,0                   | 6,9                   | 5,7                   |
| AX Sport | 1294        | 70 kW (95 PS)   | 5-Gang   | 3     | 715 kg  | 5,7                   | 7,7                   | 9,7                   | 7,7                   |

Sondermodelle 1987: En Vogue, Hit FM
| Modell                        | Hubraum cm³ | Leistung      | Getriebe | Türen | Gewicht    | Verbrauch in l/100 km | Verbrauch in l/100 km | Verbrauch in l/100 km | Verbrauch in l/100 km |
| Modell                        | Hubraum cm³ | Leistung      | Getriebe | Türen | Gewicht    | bei 90 km/h           | bei 120 km/h          | städtisch             | gesamt                |
| AX 10 E AX 10 RE AX K.Way     | 954         | 33 kW (45 PS) | 4-Gang   | 3–5   | 640–655 kg | 3,9                   | 5,6                   | 5,6                   | 5,0                   |
| AX 11 RE AX 11 TRE            | 1124        | 40 kW (54 PS) | 4/5-Gang | 3/5   | 645–660 kg | 3,9                   | 5,6                   | 5,7                   | 5,0                   |
| AX 14 TRS AX 14 TZS AX 14 TZX | 1360        | 47 kW (64 PS) | 5-Gang   | 3/5 5 | 695–710 kg | 4,2                   | 6,0                   | 6,9                   | 5,7                   |
| AX GT                         | 1360        | 62 kW (84 PS) | 5-Gang   | 3     | 720 kg     | 4,9                   | 6,6                   | 7,6                   | 6,4                   |
| AX 10 E Entreprise            | 954         | 33 kW (45 PS) | 4-Gang   | 3     | 640 kg     | 3,9                   | 5,6                   | 5,6                   | 5,0                   |
| AX 11 RE Entreprise           | 1124        | 40 kW (54 PS) | 4/5-Gang | 3     | 645 kg     | 3,9                   | 5,6                   | 5,7                   | 5,0                   |
| AX Sport                      | 1294        | 69 kW (94 PS) | 5-Gang   | 3     | 735 kg     | 5,7                   | 7,7                   | 9,7                   | 7,7                   |

Die „Entreprise“ genannten Modelle sind Versionen mit Minimalausstattung und geringer Motorleistung für den professionellen Gebrauch in Unternehmen und Behörden, die nur in Frankreich verkauft wurden.
Diese Modelle wurden ausschließlich mit Vergasern produziert, und bis 1993 verkauft, als die Motoren mit Saugrohreinspritzung und geregeltem Katalysator schon verfügbar waren. Es gab auch eine 4×4-Variante.
Sondermodelle ab 1988: Air France Madame, K.Way, Olympique, Tonic, Volcane, Image, Spot, Opera de Paris
| Modell | Hubraum cm³ | Leistung            | Getriebe | Türen | Gewicht    | Verbrauch in l/100 km | Verbrauch in l/100 km | Verbrauch in l/100 km | Verbrauch in l/100 km |
| Modell | Hubraum cm³ | Leistung            | Getriebe | Türen | Gewicht    | bei 90 km/h           | bei 120 km/h          | städtisch             | gesamt                |
| AX 10  | 954         | 33 kW (45 PS)       | 4-Gang   | 3–5   | 655/684 kg | 3,9                   | 5,6                   | 5,6                   | 5,0                   |
| AX 11  | 1124        | 40 kW (54 PS)       | 4/5-Gang | 3/5   | 675/690 kg | 3,9                   | 5,6                   | 5,7                   | 5,0                   |
| AX 14  | 1360        | 55 kW (75 PS)       | 5-Gang   | 3/5 5 | 720/755 kg | 4,2                   | 6,0                   | 6,9                   | 5,7                   |
| AX GT  | 1360        | 62 kW (84 PS)       | 5-Gang   | 3/5   | ab 720 kg  | 4,9                   | 6,6                   | 7,6                   | 6,4                   |
| AX GTi | 1360        | 69 kW (94 PS)       | 5-Gang   | 3     | 745/795 kg | 5,3                   | 6,5                   | 8,3                   | 6,7                   |
| AX 4×4 | 1124/1360   | 40/55 kW (54/75 PS) | 5-Gang   | 3/5   | 750/825 kg | 5,6                   | 7,3                   | 8,1                   | 6,2                   |

| Modell             | Hubraum cm³ | Leistung      | Getriebe | Türen | Gewicht    | Verbrauch in l/100 km | Verbrauch in l/100 km | Verbrauch in l/100 km | Verbrauch in l/100 km |
| Modell             | Hubraum cm³ | Leistung      | Getriebe | Türen | Gewicht    | bei 90 km/h           | bei 120 km/h          | städtisch             | gesamt                |
| AX 1.0i            | 954         | 33 kW (45 PS) | 4/5 Gang | 3–5   | 690/706 kg | 4,5/4,6               | 6,3/6,4               | 6,5/6,7               | 5,8/5,9               |
| AX 1.1i            | 1124        | 44 kW (60 PS) | 4/5-Gang | 3/5   | 691/708 kg | 4,5                   | 6,1                   | 6,9                   | 5,8                   |
| AX 1.4i            | 1360        | 55 kW (75 PS) | 5-Gang   | 3/5   | 772/790 kg | 5,0                   | 6,7                   | 7,7                   | 6,5                   |
| AX Exclusive Furio | 1360        | 55 kW (75 PS) | 5-Gang   | 3     | 772 kg     | 5,1                   | 6,9                   | 8,0                   | 6,7                   |
| AX GT              | 1360        | 55 kW (75 PS) | 5-Gang   | 3/5   | 772/790 kg | 4,9                   | 6,8                   | 8,0                   | 6,6                   |
| AX GTi             | 1360        | 69 kW (94 PS) | 5-Gang   | 3     | 795 kg     | 5,7                   | 7,1                   | 8,9                   | 7,2                   |
| AX 4x4             | 1360        | 55 kW (75 PS) | 5-Gang   | 3/5   | 820–840 kg | 6,1                   | 7,7                   | 7,5                   | 7,1                   |

### AX Diesel
Der erste AX Diesel kam im Februar 1989 mit dem neuentwickelten Vierzylinder-Aluminium-TUD-Dieselmotor auf den Markt, der bei 1,4 l Hubraum 39 kW (53 PS) leistete. Das zweigeteilte Kurbelgehäuse mit den Kurbelwellenlagern, die Kurbelwelle, die Lagerschalen, die Öl- und die Wasserpumpe gleichen denen des Ottomotors. Der Durchschnittsverbrauch lag bei 4,6 l/100 km. Er hatte keinen Katalysator. Das änderte sich mit dem ab März 1992 ausgelieferten schadstoffarmen Diesel, der mit einem geänderten Zylinderkopf, Oxidationskatalysator und einem länger übersetzen Getriebe einen günstigeren Verbrauch von 4,2 l/100 km erreichte. Im September 1994 erhielt der AX Diesel einen neuen Motor, der jetzt bei 1,5 Litern Hubraum eine Leistung von 40 kW (54 PS) entwickelte. Der Verbrauch erhöhte sich dabei leicht auf immer noch sparsame 4,5 l/100 km. Bedingt durch die hohen Kfz-Steuern für das Modell erschloss sich der AX Diesel in Deutschland keiner größeren Käuferschicht.

### AXSport/GT/GTi

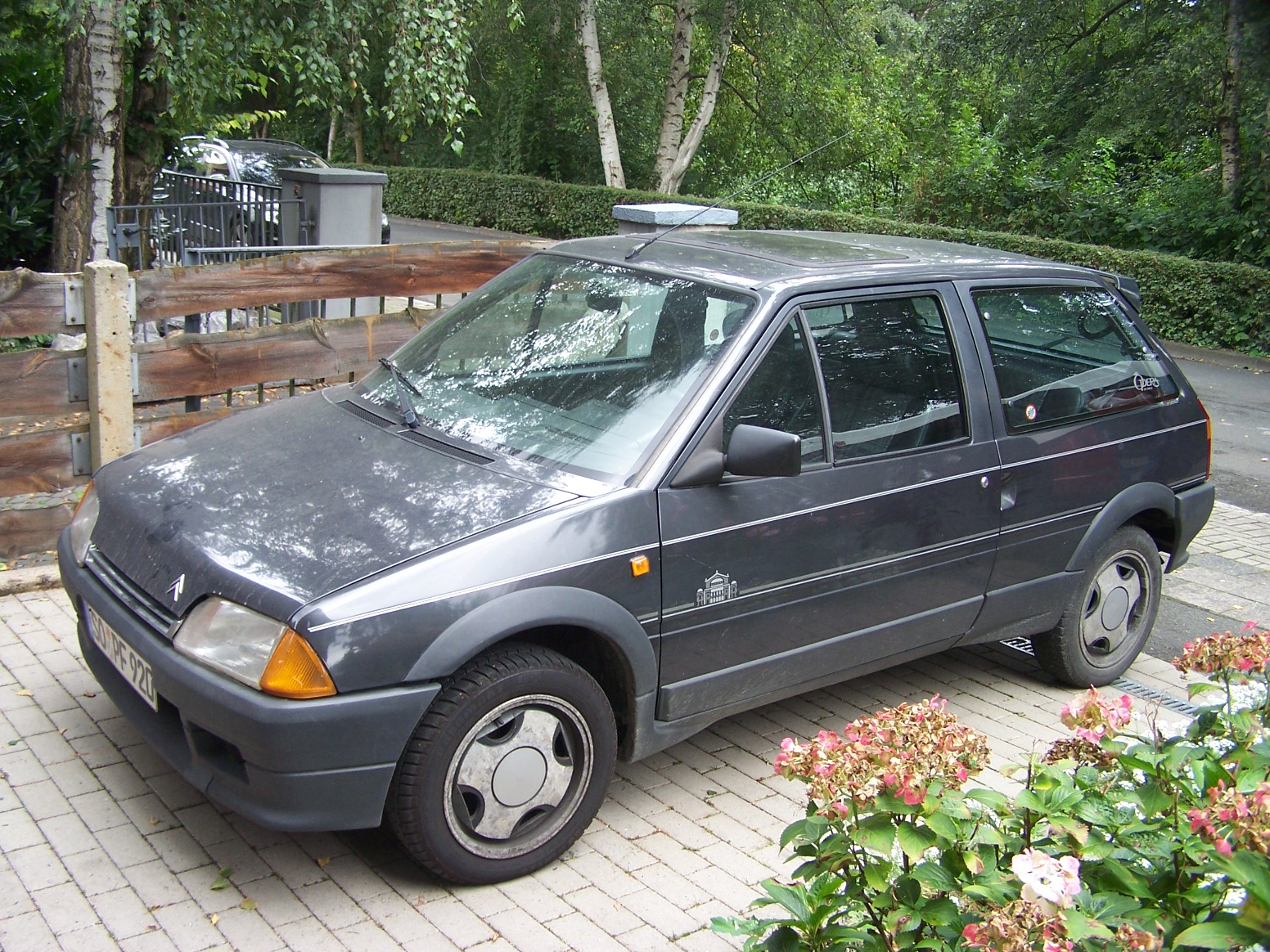
Citroën AX GT „Opera de Paris“ (Sondermodell von 1990)

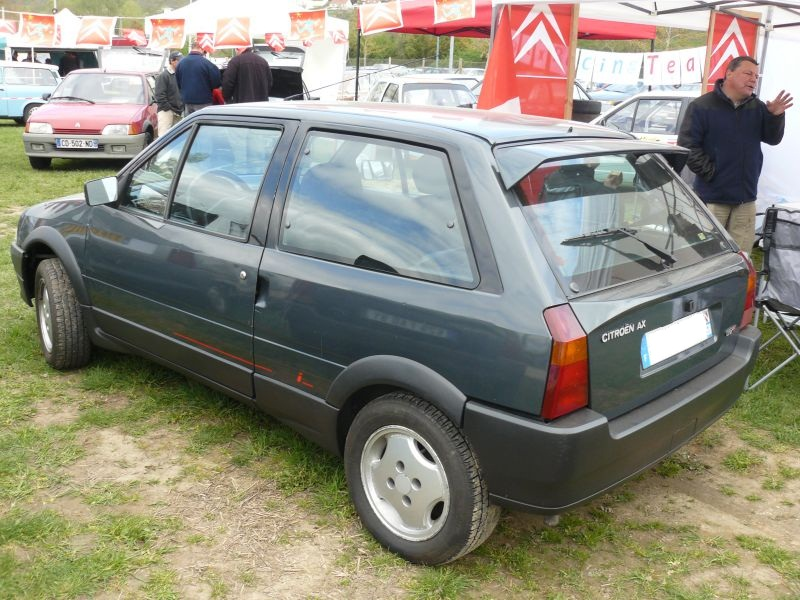
Citroën AX GTi (1991–1996)

Der AX Sport erschien im April 1987 in Frankreich, nach Deutschland kam er mit etwa einem halben Jahr Verzögerung. Er hatte einen 1294 cm³ großen Motor mit Doppelvergaser, der 70 kW (95 PS) leistete. Er wurde jedoch nur bis zum Dezember 1988 gefertigt.
Ab Januar 1988 wurde parallel zum Sport der AX GT produziert. Die Motor des GT leistete maximal 62 kW (84 PS) und hatte, wie damals noch üblich, keinen Katalysator. Erst als der AX im Sommer 1991 überarbeitet wurde, bot Citroën den AX GT mit Katalysator an, der dann nur noch 55 kW (75 PS) bei einem Hubraum von 1360 cm³ leistete.
Im Sommer 1991 erschien der AX GTi auch mit Multipoint-Einspritzanlage (Bosch Motronic MP 3.1) statt Vergaser. Nun war eine Lambdaregelung des Gemischs möglich, was die Wirkung des Katalysators verbesserte. Bei den Fahrzeugen für den deutschen Markt lag die Spitzenleistung bei 69 kW (94 PS) bei 6600/min, das max. Drehmoment von 117 Nm wurde bei 4200/min erreicht. Die Enddrehzahl liegt bei 7200/min und das Verdichtungsverhältnis wurde gegenüber dem 75-PS-Motor leicht auf 9,6:1 erhöht.
In anderen Ländern wurde der GTi mit einer Verdichtung von 9,9:1 und 72 kW (98 PS) bei 6800/min und ohne Katalysator ausgeliefert. Ende 1996 wurde seine Produktion eingestellt.
Der Citroën AX in den Versionen Sport und GTi fand und findet bis heute Verwendung im Motorsport. Im Rallycross bildet das Fahrzeug mit seinen 1,4 l Hubraum ein günstiges Einstiegsmodell, mit dem sogar Jugendliche ab sechzehn Jahren und ohne Führerschein Rennerfahrung sammeln können. Die Verbindung des geringen Gewichts, der Kompaktheit und der hohen Leistung war ideal für den Rallycross-Sport.
Sven Seeliger, Deutschlands bisher einziger Rallycross-Europameister, holte seine Titel mit einem Citroën AX GTi. Aus der Europameisterschaft verbannt, wurde die Homologation später für die nationale Serie verlängert. Auch in Schweden und Dänemark wird das Fahrzeug gern in der Jugendförderung eingesetzt und hat dort eine eigene Klasse, die im Rallycross-Sport in Deutschland als Division 5 bezeichnet wird.
Beim dritten Lauf zur internationalen Deutschen Rallycross-Meisterschaft 2006, der im dänischen Nysum ausgetragen wurde, standen ganze acht Citroën AX im Finale, den Doppelsieg holte sich das Brüderpaar Clemens und Julian Meyer.

### AX 4×4
Im August 1991 wurde die AX-Palette durch den allradgetriebenen AX 4×4 ergänzt. Er wurde mit drei oder fünf Türen und mit dem 55 kW (75 PS) starken 1360-cm³-Motor aus dem AX GT angeboten.
Von außen ist dieses Modell an starken seitlichen Rammschutzleisten aus Kunststoff und einer um 25 mm vergrößerten Bodenfreiheit zu erkennen.
Der Hinterradantrieb wurde pneumatisch durch einen Schalter am Armaturenbrett zugeschaltet.
Der gut ausgestattete AX 4×4 wog in der Version mit fünf Türen leer 840 kg und war damit der schwerste aller Großserien-AX.

### Sondermodelle
- AX Air France Madame: Lackierung in Schwarz, verchromter Kühlergrill, Dekorstreifen, Sportlenkrad
- Formel AX: Auflage 600, Lackierung weiß, Dekorstreifen, Sportlenkrad, schwarze Jersey-Polsterung
- AX Image: Dekorstreifen, Metallic-Lackierung und spezielle Sitzbezüge
- AX K-Way: Logo, Dekor und Sitzbezüge im Stil der gleichnamigen Modemarke
- AX Noir: Metallic-Lackierung in Schwarz, verchromte Schutzleisten und Dekorstreifen
- AX Plaisir: Lackierung rot oder weiß, Panoramadach, Sportlenkrad und Dekorstreifen
- AX Salsa: Metallic-Lackierung in Schwarz, verchromte Schutzleisten und Dekorstreifen
- AX Spot: Lackierung in Rot, Dekorstreifen
- AX Teen (1. Serie): Lackierung in Weiß, Blau oder Rot, Dekorstreifen, Jersey-Sitzbezüge
- AX Teen (2. Serie): Lackierung in Weiß, Schwarz, Rot oder Grau, Radzierkappen, Dekorstreifen, Jersey-Sitzbezüge
- AX Teen Tonic: Metallic-Lackierung in Blau, Grün oder Violett, Dekorstreifen, Jersey-Sitzbezüge
- AX Triade: Auflage 900, Lackierung in Blau, Panoramadach, Dekorstreifen und Jersey-blaue Sitzbezüge
- AX Volcane: Metallic-Lackierung in Dunkelgrau, Dekorstreifen, Teil-Lederbezüge

### AXElectrique

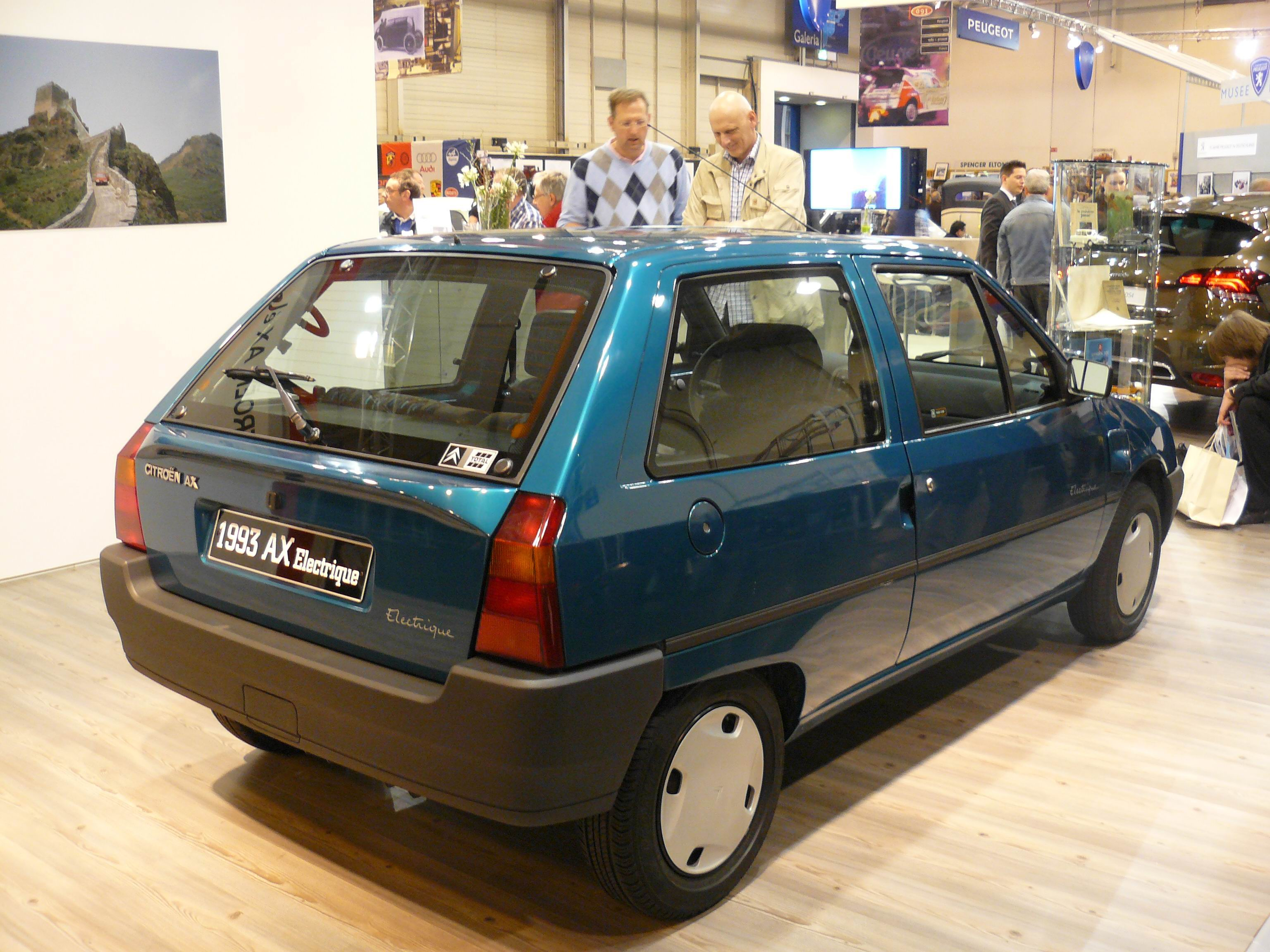
Citroën AX Electrique (1993–1996)

Der in Kleinserie im Jahr 1993 auf den Markt gebrachte AX Electrique war der erste Serien-Citroën mit Elektroantrieb. Das Elektroauto hatte Elektroantrieb, einen Gleichstrom-Nebenschlussmotor mit kurzzeitig 20 kW und 11 kW Dauerleistung, der eine Höchstgeschwindigkeit von 91 km/h erlaubte. Seine Reichweite betrug realistisch 100 km. Die Nickel-Cadmium-Akkumulator-Batterie mit einer Spannung von 120 Volt und einer Ladekapazität von 100 Ah waren im Motorraum und unter dem Boden verteilt, wodurch der Innenraum erhalten blieb. Der Energieverbrauch beträgt etwa 13–18 kWh auf 100 km. Bedingt durch die Gewichtszunahme – das Leergewicht betrug 995 kg gegenüber dem konventionell angetriebenen Modellen – war der Electrique nur für vier Personen zugelassen.
Mit der Ablösung der AX-Baureihe durch den Citroën Saxo wurde auch der AX Electrique Ende 1996 eingestellt und durch den Saxo electrique ersetzt.
Von den beiden Typen AX Electrique (395 Stück) und Saxo Electrique (ca. 2400 Stück) wurden zusammen nur etwa 2800 Fahrzeuge gebaut und nur in geringen Stückzahlen nach Deutschland exportiert, unter anderem für die Fahrzeugflotte der HEW (Hamburger Elektrizitätswerke). Durch die NiCd-Akkus von Saft sind sie bei entsprechender Pflege sehr robust im Einsatz, und es sind Akkulebensdauern von über 120.000 km erreicht worden.
2008 befasste sich die Friedrich-Alexander-Universität Erlangen-Nürnberg im Projekt TechFak EcoCar mit der Umrüstung eines AX zu einem Elektroauto.

## Einstufung im französischen Steuer- und Versicherungssystem
Die Motoren umfassten 4 CV bis 7 CV bei den Modellen GT, GTi und Sport.